# Kleiner Drachenkopf
Der Kleine Drachenkopf (Scorpaena notata) ist ein Fisch aus der Familie der Drachenköpfe (Scorpaenidae). Er lebt im Mittelmeer (selten in der Adria), im östlichen Atlantik, vom Golf von Biscaya bis zum Senegal und bei den Kanaren, Azoren und bei Madeira. Im Schwarzen Meer lebt die Unterart Scorpaena notata afimbria. 

## Merkmale

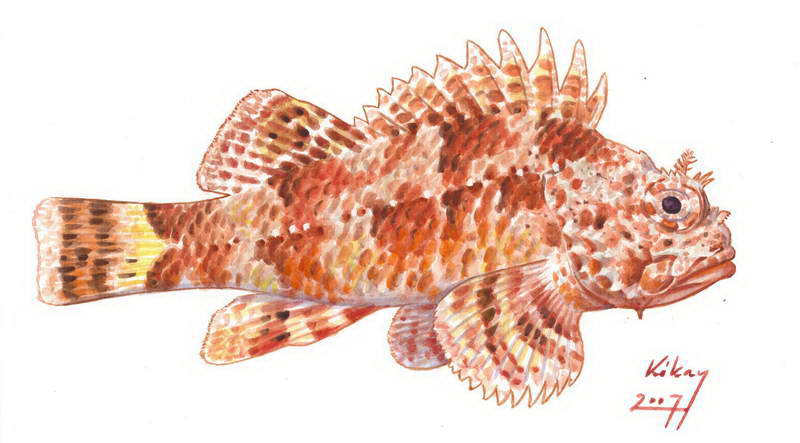
Zeichnung eines Kleinen Drachenkopfes

Der Kleine Drachenkopf hat einen gedrungenen, leicht hochrückigen Körper. Kopf und Maulspalte sind groß, die Augen groß und hochliegend. Über den Augen befindet sich ein kleiner Tentakel, der kürzer als der Augendurchmesser ist. Am Kinn hat er, anders als viele andere Skorpionfische keine Tentakel. Die Rückenflosse ist lang und hat zwischen dem vorderen, hartstrahligen und dem hinteren, weichstrahligen Teil eine Einbuchtung. Die Farbe des Kleinen Drachenkopfs ist meist rot oder rotbraun und mehr oder weniger stark gescheckt. Im hinteren Teil des hartstrahligen Teils der Rückenflosse befindet sich oft ein dunkler, über mehrere Flossenstrahlen reichender Fleck. Die Fische erreichen meist nur eine Länge von 15 Zentimeter, selten werden sie 20, maximal bis 24 Zentimeter lang.

## Lebensweise
Der Kleine Drachenkopf bevorzugt felsige Habitate in Tiefen von fünf bis 700 Metern, hält sich aber auch auf Sand- und Schlammböden und in Seegraswiesen auf. Er ernährt sich vor allem von Krebstieren. Kleine Fische machen nur 8 % seiner Nahrung aus. Im Mittelmeer laichen sie im Mai. Die Eier messen 0,88 × 0,76 mm, die gerade geschlüpften Larven haben eine Länge von zwei Millimetern.